# Rudolf Pavlík
Rudolf Pavlík (* 4. listopadu 1962) je bývalý slovenský fotbalista, záložník, reprezentant Československa.
Za československou reprezentaci odehrál roku 1991 jedno utkání (přátelský zápas s Norskem), 14x startoval v olympijském výběru (1 gól), 16x v reprezentaci do 21 let (4 góly). V československé a české lize odehrál 295 utkání a dal 45 gólů. Hrál za Cerovou, SH Senica, Zbrojovku Brno (1982 – 1983), Duklu Praha (1983 – 1985), DAC Dunajská Streda (1986 – 1992), Bohemians (1992 – 1993, 1995), Viktorii Žižkov (1993 – 1994) a Viktorii Plzeň (1994). 8x startoval v evropských pohárech a dal zde 2 branky.